# Флавий Меробавд
Флавий Меробавд (на латински: Flavius Merobaudes; † 383 или 388 г.) е офицер на Римската империя през 4 век и произлиза от франките.
Той служи при император Валентиниан I и става през 372 г. или 375 г. magister militum. Участва в провъзгласянето на Валентиниан II за император и има голямо влияние върху него и Грациан.
През 377 г. Меробавд става консул заедно с император Грациан. През 383 г. е отново консул. Колега му е Флавий Сатурнин. През 388 г., по някои източници той става за трети път консул, по други той вероятно е умрял през 383 г..
Той е погребан вероятно в Трир.